# Mouchette
Mouchette is een Franse dramafilm uit 1967 onder regie van Robert Bresson.

## Verhaal
Het tienermeisje Mouchette heeft het moeilijk. Haar moeder ligt op sterven en haar vader bekommert zich niet om haar. Op een avond ontmoet ze Arsène in het bos. Hij denkt dat hij zopas een politieagent heeft gedood. Hij gebruikt Mouchette om aan een alibi te raken.

## Rolverdeling
| Acteur                 | Personage            |
| ---------------------- | -------------------- |
| Nadine Nortier         | Mouchette            |
| Jean-Claude Guilbert   | Arsène               |
| Marie Cardinal         | Moeder van Mouchette |
| Paul Hébert            | Vader van Mouchette  |
| Jean Vimenet           | Mathieu              |
| Marie Susini           | Vrouw van Matthieu   |
| Liliane Princet        | Lerares              |
| Raymonde Chabrun       | Kruidenierster       |
| Marine Chereau Trichet | Louisa               |